# Halsband-Mondschnecke

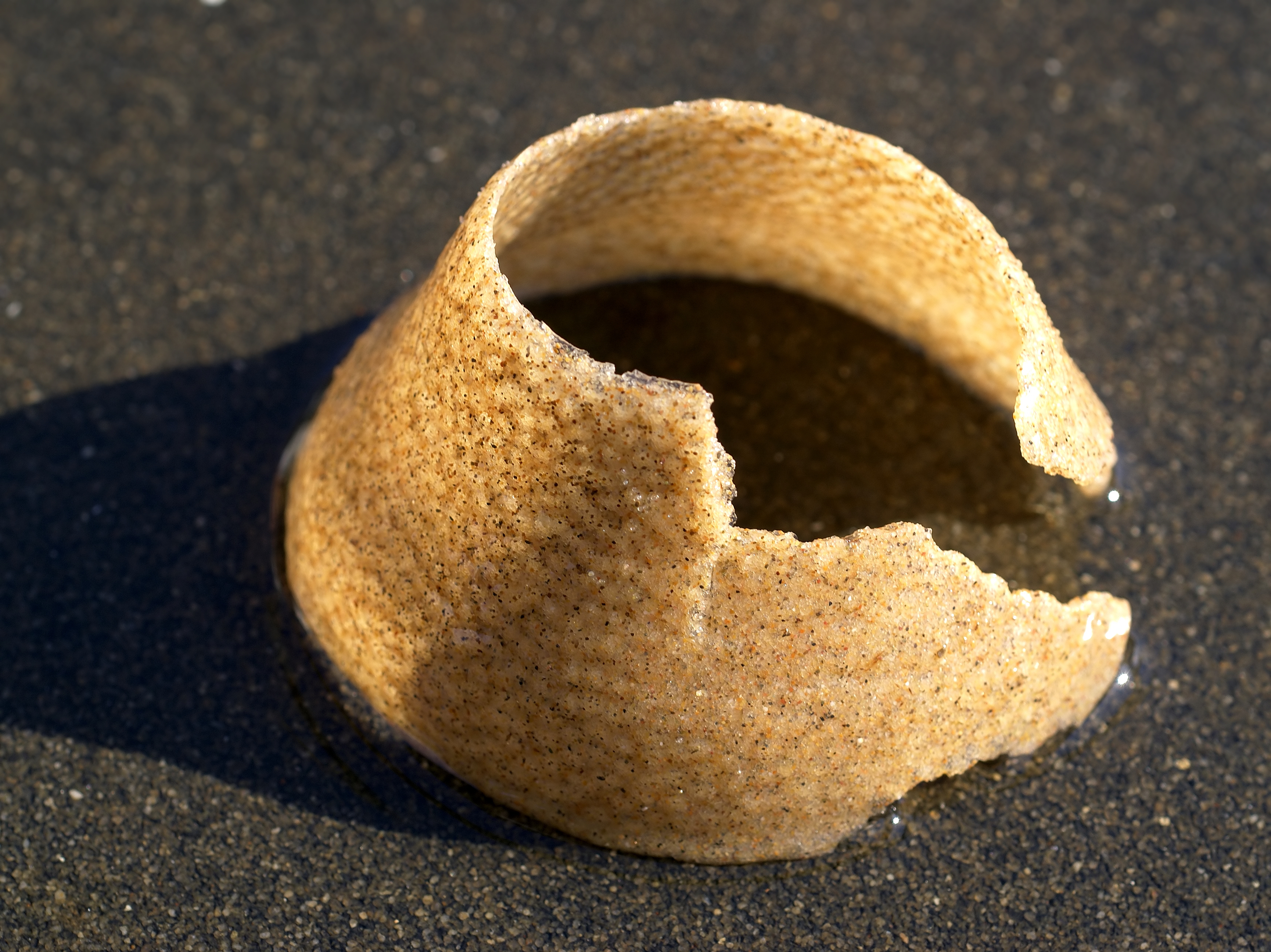
Gelege („Sandkragen“) von Euspira catena in Form eines Halsbands

Die Halsband-Mondschnecke, Halsband-Nabelschnecke oder Große Nabelschnecke (Euspira catena, Syn.: Lunatia catena) ist eine Schnecke aus der Familie der Mondschnecken, die sich von Mollusken ernährt. Sie lebt in der Nordsee, im nordöstlichen Atlantik und Mittelmeer.

## Merkmale
Das rundliche, fast kugelige Schneckenhaus von Lunatia catena, das bei ausgewachsenen Schnecken mit 6 bis 7 Umgängen bis zu 3 cm Länge und Breite erreicht, hat ein wenig erhobenes Gewinde mit abgestuften Umgängen, einen tiefen Nabel und einen sehr breiten Körperumgang, der einen Großteil der Gesamthöhe einnimmt. Die Oberfläche ist glatt, die Grundfarbe gelblich, und unterhalb der Naht befindet sich, deren spiraligem Verlauf folgend, eine Reihe länglicher, schräg stehender rotbrauner Flecken.
Das Operculum der Halsband-Mondschnecke ist ohrförmig und spiralig gewunden.
Das Tier ist gelblich bis kremfarben mit rotbraunen Flecken. Der Kopf der Schnecke hat eine kurze Schnauze und zwei abgeflachte Fühler. Der große Fuß bedeckt beim aktiven Tier den Kopf und einen Teil des Gehäuses. Sein Propodium dient dem Durchpflügen des sandigen Untergrundes.
Die kragenförmigen, aus Sand und Gallerte gebildeten Gelege („Sandkragen“) der getrenntgeschlechtlichen Halsband-Mondschnecke sind etwa 1,5 bis 2,2 mm dick. Sie haben an der Basis einen Durchmesser von etwa 7,3 cm und am oberen Rand etwa 4,7 cm. Die etwa 1,5 bis 2 mm großen Eikapseln enthalten jeweils etwa 2 bis 4 fruchtbare Eier, daneben aber auch Nähreier. Die Entwicklung der Larvalstadien läuft in den Eikapseln ab. Die schlüpfenden Jungtiere, fertige Schnecken, haben eine Gehäuselänge von etwa 800 μm.

## Verbreitung
Die Halsband-Mondschnecke tritt nordöstlichen Atlantik, in der Nordsee bis zum Skagerrak und im Mittelmeer auf.

## Lebensraum
Lunatia catena lebt unterhalb der Gezeitenzone in Tiefen von bis zu 125 Metern und gräbt sich im Sand ein. Die leeren Schneckenhäuser werden oft an den Strand gespült, wohin die lebenden Tiere nicht kommen.

## Ernährung
Die nachtaktive Lunatia catena ernährt sich von Muscheln, darunter vor allem von Tellmuscheln und Sägezähnchen, sowie von Schnecken, die durch Graben mit dem Fuß im Sand gesucht werden. Die Beute wird mit dem Fuß umfasst und mit der Radula ein Loch in die Schale gebohrt. Dieser Vorgang kann mehrere Stunden dauern und findet eingegraben im Sand statt. Durch Mondschnecken gebohrte Löcher sind auf einer Seite breiter als auf der anderen.